# Sqeezer
Sqeezer, zeitweise auch Squeezer, war eine deutsche Eurodance- und Pop-Formation, die in den 1990er Jahren entstand. Sqeezer verkauften von 1995 bis 2006 weltweit mehr als eine Million Tonträger. Auf Kompilationen waren alle Singles mehr als zehn Millionen Mal vertreten.

## Bandgeschichte

### 1995: Gründung
Gegründet wurde das Projekt im Jahr 1995 durch Jim Reeves. Als Sängerin fungierte auf der von den Berman Brüdern produzierten Debüt-Single Scandy Randy zunächst die heutige Call-in-Gewinnspiel-Animateurin Yvonne Spath, die allerdings schon kurz darauf durch Loretta Stern („Lori“) ersetzt wurde. Spath arbeitete fortan wieder als Tänzerin u. a. bei Masterboy und war bis 1999 Mitglied der Girlgroup Funky Diamonds.

### 1996–1997: Debüt-AlbumDrop Your Pants

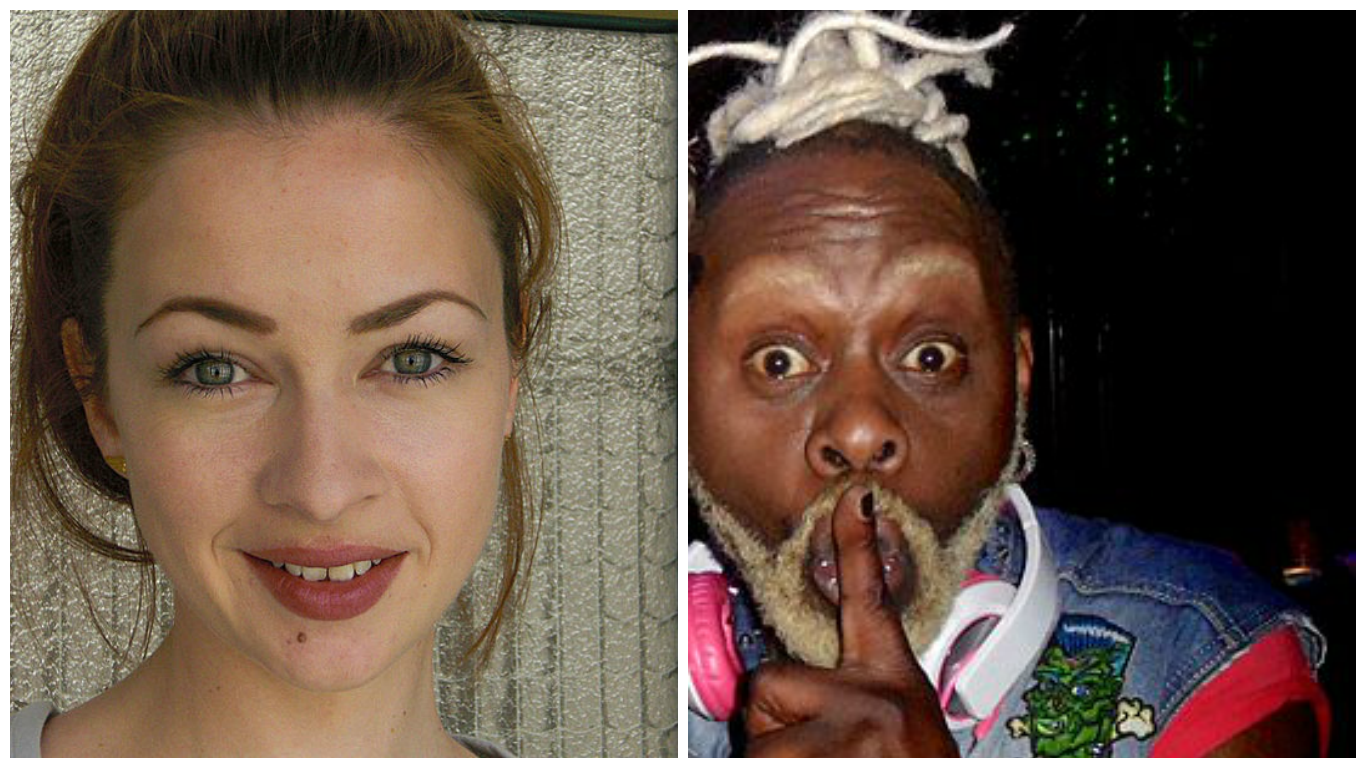
Lori Stern (links) und Jim Reeves (rechts) bildeten in den 90ern zusammen die erfolgreichste und bekannteste Besetzung von Sqeezer.

Die erste Veröffentlichung unter Syndicate Music war Blue Jeans. Bei der Nachfolge-Single Sweet Kisses, welche zusammen mit dem Album Drop Your Pants veröffentlicht wurde, wirkte neben Jim Reeves und Lori Stern auch der Tänzer Tee Jay als drittes Bandmitglied mit. Während die Debüt-Single noch nach Eurodance-Mustern produziert worden war, kombinierte Sqeezer diese nachfolgend mit Klängen und Samples aus den 1950er Jahren, was auch auf dem Debüt-Album Drop Your Pants zu hören ist.
Im Oktober 1996 trat Sqeezer als Vorgruppe von Worlds Aparts Everybody Tour '96 auf. Wenig später strebte Tee Jay eine Solokarriere an und wurde im Januar 1997 durch Marc Theven ersetzt. Mit ihm erschien im Februar 1997 die vierte Single Saturday Night. Theven starb im Juni 1997 durch Suizid.
Nach einer längeren Pause wurde im Oktober 1997 Tamagotchi veröffentlicht. Dieses Lied wurde für den Spielzeughersteller Saban Worldwide eingespielt und wurde nicht auf einem Album veröffentlicht. Tamagotchi wurde das offizielle Werbelied des gleichnamigen Spielzeugs.

### Ab 1998: Zweites AlbumStreetlife
Nach Tamagotchi folgte als Vorgeschmack auf das zweite Album Get It Right, ein musikalischer Zusammenschluss mit Mola Adebisi und der Boygroup Bed & Breakfast, welcher bis auf Platz 46 der deutschen Hitparaden kam. Als zweite Veröffentlichung erschien die Singleauskopplung Without You, eine Ballade, die sich Platz 10 in Deutschland und Österreich und Platz 12 in der Schweiz sichern konnte. Aus dem Album folgte eine weitere Auskopplung Wake Up, welche Platz 59 der deutschen Charts erlangen konnte. Von da an veränderte man den Musikstil weg vom Techno-Rhythmus hin zu ruhigeren Pop-Stücken und Elementen des Soul.
Mit der Single Wishing You Were Here, welche 1999 veröffentlicht wurde, ging Sqeezer eine neue Musikrichtung ein. Die Ballade erinnert klangtechnisch an das von William Orbit produzierte und Madonna interpretierte Lied Frozen. Nachdem die Single den Charteinstieg verfehlt hatte, verließ Loretta Stern die Band, um sich auf ihre Schauspielkarriere zu konzentrieren, und wurde von der neuen Sängerin Veronica ersetzt. Beide Sängerinnen sind auf dem unveröffentlichten Lied Lonely Nights zu hören.
Nach einer längeren Auszeit erschien im September 2001 die Single Remember Summertime, bei der neben Jim Reeves wieder Loretta Stern und die 21-jährige Sängerin und Model Heidi Goldstein mitwirkte. Dies sollte die letzte Auskopplung mit Loretta Stern sein, die die Band endgültig verließ, um sich auf ihre Schauspielkarriere und ihre Jazzgruppe zu konzentrieren.

### Ab 2002: Neugründung
2002 wurde die Gruppe neu gegründet. Durch einen Aufruf im Fernsehen Anfang März in den RTL II News wurden die neue Sängerin Eve und der Bochumer Tänzer Andreas unter Vertrag genommen. Hieraus resultierte die im alten Sqeezer-Stil produzierte Singleauskopplung 3 Times.
2004 erfolgte der zweite Comebackversuch, der von Jim und Andy mit der neuen Sängerin Nicky gestartet wurde, welche durch eine Casting Agentur von ProSieben zur Band stieß. In der Besetzung entstand die Single Hot Ski Teeny, welche es nicht in die Charts schaffte. Hot Ski Teeny wurde mit neuen Texten aufgenommen und als Single Hot Bikini im Mai 2004 veröffentlicht. In dem Musikvideo zu Hot Bikini waren Axel Schulz und Coolio zu sehen.
Im März 2006 wurde die Sqeezer-EP Drop Your Pants veröffentlicht, die vier Remixe von Blue Jeans enthält.

### Ab 2007: Umbenennung in Squeezer

Bandlogo von Squeezer

Nach einem Jahr Vorbereitung hatte Sqeezer 2007 ein weiteres Comeback. Sqeezer nannte sich fortan Squeezer. Um das Trio wieder komplett zu machen, holten sich Reeves und der Tänzer Andy die neue Sängerin Daria ins Boot. Die Band veröffentlichte im März 2008 die Single High Heels, welche von Delroy Rennalls (besser bekannt als Lazy Dee von Mr. President) geschrieben wurde. Weitere Veröffentlichungen waren das Lied Anybody, welches bereits 2007 auf dem Sampler Fantasy Dance Hits Vol. 9 erschien, und die Ballade No Goodbye, die auf MySpace zur Verfügung gestellt wurde. Um den Sprung über den großen Teich zu wagen, lief ab Juli 2007 in Kanada zu Promotionzwecken das Lied Hot Bikini in sämtlichen Foot Locker-Filialen. Im Sommer 2007 spielte die Band auf mehreren Musikfestivals und im September 2007 startete Sqeezer eine Tour durch Polen. 2008 kam das neue Bandmitglied Mirage (Sänger, Tänzer und Choreograph) zur Band. Als Gastbeitrag wirkten Squeezer im November 2008 auf der Single Hey Helicopter von DJ Beatboy mit. 2010 erschien High Heels - New Mixes 2010.

### Ab 2013: Rückkehr als Sqeezer
Nach einer mehrjährigen Bandpause meldete sich Sqeezer 2013 unter ihrem ursprünglichen Bandnamen wieder zurück. Anlässlich des Comebacks suchte sich Frontmann Jim Reeves zwei neue Bandmitglieder und wurde anfangs von der Sängerin Bella Mee und dem ehemaligen The Voice of Germany-Kandidaten Mikey Cyrox unterstützt. Ab Juni 2014 gehörte Olivia Rehmer neben Reeves und Cyrox zur letzten Besetzung von Sqeezer. Zusammen traten sie von Juli 2014 bis Februar 2015 auf diversen 90er-Jahre-Festivals auf.
Am 1. Februar 2016 wurde Jim Reeves im Hostel Happy Go Lucky in Berlin tot aufgefunden. Laut Obduktionsergebnis wurde er vor seinem Tod gefoltert und starb an inneren Blutungen. Im September 2017 begann in Berlin die Verhandlung wegen Mordes aus niedrigen Beweggründen gegen zwei verdächtige Männer. Diese gaben an, sie hätten sich durch eine angebliche Anmache gestört gefühlt. Auf der Facebook-Seite von Sqeezer veröffentlichten die Bandmitglieder ein offizielles Statement zum Tod von Jim Reeves und beschlossen ohne ihn die Band nicht weiter fortzuführen.

## Diskografie

### Studioalben
| Jahr | Titel           | Höchstplatzierung, Gesamtwochen, AuszeichnungChartplatzierungen (Jahr, Titel, Platzierungen, Wochen, Auszeichnungen, Anmerkungen) | Höchstplatzierung, Gesamtwochen, AuszeichnungChartplatzierungen (Jahr, Titel, Platzierungen, Wochen, Auszeichnungen, Anmerkungen) | Höchstplatzierung, Gesamtwochen, AuszeichnungChartplatzierungen (Jahr, Titel, Platzierungen, Wochen, Auszeichnungen, Anmerkungen) | Anmerkungen                             |
| Jahr | Titel           | DE | AT | CH | Anmerkungen                             |
| ---- | --------------- | --- | --- | --- | --------------------------------------- |
| 1996 | Drop Your Pants | — | — | — | Erstveröffentlichung: 1996              |
| 1998 | Streetlife      | DE77 (2 Wo.)DE | — | — | Erstveröffentlichung: 25. Dezember 1998 |

### Singles
| Jahr | Titel Album                    | Höchstplatzierung, Gesamtwochen, AuszeichnungChartplatzierungen (Jahr, Titel, Album, Platzierungen, Wochen, Auszeichnungen, Anmerkungen) | Höchstplatzierung, Gesamtwochen, AuszeichnungChartplatzierungen (Jahr, Titel, Album, Platzierungen, Wochen, Auszeichnungen, Anmerkungen) | Höchstplatzierung, Gesamtwochen, AuszeichnungChartplatzierungen (Jahr, Titel, Album, Platzierungen, Wochen, Auszeichnungen, Anmerkungen) | Anmerkungen                                                        |
| Jahr | Titel Album                    | DE | AT | CH | Anmerkungen                                                        |
| ---- | ------------------------------ | --- | --- | --- | ------------------------------------------------------------------ |
| 1996 | Scandy Randy Drop Your Pants   | DE39 (7 Wo.)DE | — | — | Erstveröffentlichung: 1996                                         |
| 1996 | Blue Jeans Drop Your Pants     | DE16 (17 Wo.)DE | AT28 (5 Wo.)AT | — | Erstveröffentlichung: 2. Mai 1996                                  |
| 1996 | Sweet Kisses Drop Your Pants   | DE24 (12 Wo.)DE | — | — | Erstveröffentlichung: 2. Oktober 1996                              |
| 1997 | Saturday Night Drop Your Pants | DE43 (9 Wo.)DE | — | — | Erstveröffentlichung: 4. Februar 1997                              |
| 1997 | Get It Right Streetlife        | DE46 (7 Wo.)DE | — | — | Erstveröffentlichung: Juni 1997 mit Mola Adebisi & Bed & Breakfast |
| 1997 | Tamagotchi (Tschoopapa...) –   | DE55 (9 Wo.)DE | — | — | Erstveröffentlichung: 15. Oktober 1997                             |
| 1998 | Without You Streetlife         | DE10 (13 Wo.)DE | AT10 (12 Wo.)AT | CH12 (9 Wo.)CH | Erstveröffentlichung: 14. April 1998                               |
| 1998 | Wake Up! Streetlife            | DE59 (9 Wo.)DE | — | — | Erstveröffentlichung: 3. August 1998                               |

Weitere Singles
- 1998: Let The Music Heal Your Soul (mit den Bravo All Stars)
- 1998: Children of the World 1998 (mit Hand in Hand for Children)
- 1999: Wishing You Were Here
- 2001: Remember Summertime
- 2002: 3 Times
- 2004: Hot Ski Teeny
- 2004: Hot Bikini
- 2006: Drop Your Pants
- 2007: Anybody
- 2008: High Heels
- 2008: Hey Helicopter (DJ Beatboy feat. Squeezer)
- 2010: High Heels – New Mixes 2010

### Auszeichnungen für Musikverkäufe
| Goldene Schallplatte - Polen - 1997: für das Album Drop Your Pants |

Anmerkung: Auszeichnungen in Ländern aus den Charttabellen bzw. Chartboxen sind in ebendiesen zu finden.
| Land/RegionAuszeichnungen für Musikverkäufe (Land/Region, Auszeichnungen, Verkäufe, Quellen) | Gold  | Platin | Verkäufe | Quellen |
| -------------------------------------------------------------------------------------------- | ----- | ------ | -------- | ------- |
| Polen (ZPAV)                                                                                 | Gold1 | —      | 50.000   | olis.pl |
| Insgesamt                                                                                    | Gold1 | —      |          |         |

## Auszeichnungen
- 1997: RSH-Gold - Newcomer des Jahres[12]